# 日本セラミックス協会
公益社団法人 日本セラミックス協会（にっぽんせらみっくすきょうかい、英語: The Ceramic Society Of Japan (CerSJ)）は、日本の学術研究団体の一つ。

## 概要
1891年10月10日設立。学術研究団体としての種別は単独学会である。化学材料工学を学術研究領域とし、セラミックスの科学・技術に関する基礎・応用研究の進歩・向上及びセラミックス産業の発展並びにこれらの基礎となる人材の資質の向上を図り、公益の増進に寄与することを目的としている。
国内においては日本工学会および日本化学連合に、国際学術連合体としてはInternational Ceramic Federation（ICF）、The Asia-Oceania Ceramic Federation（AOCF）、International Commission on Glass (ICG)に加入している。
国際会議としてInternational Congress on CeramicsInternational Commission on Glass ANNUAL MEETINGおよびINTERNATIONAL CONGRESSThe Asia-Oceania Ceramic Federation（AOCF）Conference Pacific Rim Conference of Ceramic Societiesを共催した。

## 沿革
- 1891年 - 窯工會設立。
- 1892年 - 大日本窯業協會に改称。
- 1927年 - 社団法人大日本窯業協會設立。
- 1946年 - 社団法人窯業協会に改称。
- 1952年 - 日本窯業連盟を合併。
- 1987年 - 社団法人日本セラミックス協会に改称。
- 2010年 - 公益社団法人日本セラミックス協会に移行。

## 刊行物

### Journal of the Ceramic Society of Japan
- 誌名（和文）：Journal of the Ceramic Society of Japan
- 誌名（欧文）：Journal of the Ceramic Society of Japan
- 創刊年：1892
- 資料種別：ジャーナル（査読付き論文を含む）
- 使用言語：英語のみ
- 発行形態：eジャーナル
- 著作権帰属先：学会
- クリエイティブコモンズ：定めている（CC BY-ND）
- 購読：無料

### セラミックス
- 誌名（和文）：セラミックス
- 誌名（欧文）：Ceramics Japan
- 創刊年：1966
- 資料種別：研究報告・技術報告
- 使用言語：日英混在
- 発行形態：印刷体
- 著作権帰属先：学会
- クリエイティブコモンズ：定めていない
- 購読：有料

### Journal of Asian Ceramic Societies
- 誌名（和文）：-
- 誌名（欧文）：Journal of Asian Ceramic Societies
- 創刊年：2013
- 資料種別：ジャーナル（査読付き論文を含む）
- 使用言語：英語のみ
- 発行形態：eジャーナル
- 著作権帰属先：学会
- クリエイティブコモンズ：定めている（CC BY）
- 購読：無料